# Falls of Dochart
De Falls of Dochart is een waterval in de rivier de Dochart in de Schotse plaats Killin.
De waterval bevindt zich daar waar de rivier bijna uitmondt in Loch Tay. In Killin werd in 1760 voor het eerst een brug over de Dochart gebouwd. Vanaf deze brug is er een duidelijk zicht op de waterval. Naast de waterval is eveneens een watermolen gebouwd die gebruikmaakte van de waterstroming.